# Rellinars
Rellinars è un comune spagnolo di 713 abitanti situato nella comunità autonoma della Catalogna.